# Биморфизм
Биморфи́зм — морфизм категории, являющийся мономорфизмом и эпиморфизмом одновременно, то есть морфизм, на который можно сокращать как слева, так и справа, теоретико-категорное обобщение понятия биективного отображения.
Понятие биморфизма самодвойственно. Композиция биморфизмов является биморфизмом, таким образом, для данной категории {\displaystyle {\mathcal {C}}} определена подкатегория {\displaystyle \mathrm {Bim} _{\mathcal {C}}\subseteq {\mathcal {C}}}, состоящая из тех же объектов, и содержащая лишь морфизмы, являющиеся биморфизмами.
Любой изоморфизм является биморфизмом, но не любой биморфизм есть изоморфизм. Например, вложение кольца целых чисел в поле рациональных чисел {\displaystyle \sigma :\mathbb {Z} \to \mathbb {Q} } в категории ассоциативных колец является биморфизмом, при этом необратимым, то есть, изоморфизмом не являющимся. Если биморфизм {\displaystyle \sigma } представлен в виде {\displaystyle \sigma =\tau \circ \upsilon }, то {\displaystyle \tau } — мономорфизм, а {\displaystyle \upsilon } — эпиморфизм.
Сбалансированная категория — категория, в которой каждый биморфизм является изоморфизмом, таковы, например, категория множеств и категория групп. Категория колец, категория топологических пространств, категория абелевых групп без кручения — несбалансированные.